# بعثة أنطونيو دي فيا الاستكشافية

بعثة أنطونيو دي فيا الاستكشافية 1675-1676 هي رحلة استكشافية بحرية إسبانية إلى مضايق (خلل) وأقنية باتاغونيا بهدف معرفة ما إذا كانت القوى الاستعمارية المنافسة - وتحديداً الإنجليزية - نشطة في المنطقة. على الرغم من أن هذه لم تكن أول رحلة استكشافية إسبانية إلى المنطقة، إلا أنها كانت الأكبر حتى ذلك الحين، إذ شملت 256 رجلاً وسفينة واحدة عابرة للمحيط وقاربين طويلين وتسع زوارق (دالكا) (بالإسبانية: Piragua). بددت البعثة الشكوك حول وجود القواعد الإنجليزية في باتاغونيا. وتحسنت معرفة السلطات الإسبانية بغرب باتاغونيا بشكل كبير من خلال البعثة، لكن الاهتمام الإسباني بالمنطقة تضاءل بعد ذلك حتى أربعينيات القرن الثامن عشر.

## الخلفية
تعود جذور هذه الحملة إلى حملات جون ناربورو الاستكشافية لسواحل جنوب باتاغونيا. وصلت أخبار هذه الاستكشافات إلى الإسبان من مصادر مختلفة. أولاً، علم الماركيز فرناندو فاجاردو إي ألفاريز دي توليدو بهذا الأمر أثناء عمله كسفير في بلاط سانت جيمس. وقتها كان أسرى الحملة لدى الإسبان أثناء إقامة ناربورو في خليج كورال في أواخر ديسمبر عام 1670. من المحتمل أن يكون الإسبان في شيلوي قد سمعوا أيضًا عن الحملة الاستكشافية من خلال الشائعات المنقولة شفهيًا عن السكان الأصليين في باتاغونيا.
أرسل حاكم شيلوي في أوائل عام 1674 رحلة استكشافية بقيادة جيرونيمو دياز دي ميندوزا جنوبًا لمعرفة المزيد عن الشائعات. عاد جيرونيمو دياز دي ميندوزا من الرحلة الاستكشافية مع واحد من شعب تشونو الأصلي، الذي أصبح يُعرف باسم كريستوبال تالكابيلان. أثناء استقرار كريستوبال في تشاكاو، شيلوي، سرعان ما تعلم أساسيات لغة فيليتشي المحلية، وبدأ يكتسب شهرة بسبب مزاعمه حول وجود الأوروبيين في أقصى الجنوب. أثار سرد تالكابيلان المفصل حول المستوطنات الإنجليزية في جزيرتين من جزر باتاغونيا قلقًا كبيرًا لدى السلطات الإسبانية. ولمزيد من الاستفسارات، طلبت السلطات الإسبانية إلى تالكابيلان أن يرسم خريطة للأرخبيل، الذي أذهل السلطات عندما جرى التحقق من الحقائق مع البحارة الإسبان، ما أضفى المصداقية على ادعاءات تالكابيلان.
في رواية تالكابيلان، كان للإنجليز مستوطنتان، وقد خلط تالكابيلان بينهم وبين «الموريين»، أحد المستوطنات كانت في مكان من البر الرئيسي تسمى كالاناك والأخرى في جزيرة تسمى ألاوتا. في كالاناك، كان الإنجليز يبنون حصنًا بمساعدة الشعوب الأصلية وفقًا لأقواله. وروى تالكابيلان أن هنديًا يُدعى ليون كان قد ذهب إلى إنجلترا وعاد منها، وعن وجود حطام سفينة إسبانية في يوكتوي، وهي جزيرة يسيطر عليها الإنجليز أيضًا.

## البعثة الاستكشافية

### الاستعدادات في بيرو والرحلة إلى شيلوي
كان أنطونيو دي فيا في إجازة في بورتوبيلو، بنما، عندما أمر بقيادة وتنظيم الحملة. تجمع أفراد الحملة الاستكشافية في ميناء إل كاياو في بيرو، وأبحرت إلى شيلوي في 21 سبتمبر. أبحر دي فيا على متن سفينة نويسترا سينيورا ديل روزاريو أي أنيماس ديل بورغاتوريو مع المواد اللازمة لتجميع «زورقين طويلين» إضافيين في شيلوي. وفي شيلوي كان من المقرر تقسيم البعثة إلى مجموعتين؛ إحداها بقيادة أنطونيو دي فيا، وكانت ستبحر جنوبًا من شيلوي «بمحاذاة الساحل»، والأخرى بقيادة باسكوال دي إيرياتي، كانت ستذهب عبر مياه المحيط المفتوح مباشرة من شيلوي إلى المدخل الغربي لمضيق ماجلان، حيث تلتقي المجموعتان.
في 13 أكتوبر، رأت البعثة جزيرة أليخاندرو سيلكيرك غير المأهولة دون أن تنزل بها. أفاد دي فيا أن بحارًا أسود مات في 29 أكتوبر. شوهدت شبه جزيرة لاكوي في الزاوية الشمالية الغربية من جزيرة شيلوي، بالإضافة إلى مشاهدة البر الرئيسي القريب في 30 أكتوبر. استخدمت البعثة تيار المد والجزر الداخلي لدخول قناة تشاكاو، عندما اصطدمت سفينة نويسترا سينيورا ديل روزاريو أي أنيماس ديل بورغاتوريو بروكا ريمولينو بشكل غير متوقع، ما أدى إلى إلحاق أضرار جسيمة بها. اقترب اثنان من زوارق دالكا الإسبانية من السفينة لإنقاذ المشاة، بينما تمكن أنطونيو دي فيا والطاقم المتبقي من الإبحار بالسفينة إلى الشاطئ في وقت متأخر من المساء.